# النظام المضاد للطائرات تايب 87
النظام المضاد للطائرات تايب 87 (87式自走高射機関砲 hachi-nana-shiki-jisou-kousya-kikan-hou) هو سلاح دفاع جوي ياباني مبنييشبه نظيره الألماني مدفع فلاكبانزر جيباد المضاد للطائرات ذاتي الدفع. يستخدم النظام هيكل دبابة من النوع 74 معدّل.
يتم تركيب تايب 87 مع نظام حديث لمكافحة الحرائق. لدى المركبة الحاملة للمدفع طاقم مكون من ثلاثة اشخاص، بينهم القائد ومدفعي وسائق. كما تم تجهيزها باجهزة مراقبة و تتبع وأجهزة رادار.

## التاريخ
تم تصميم تايب 87 من قبل شركة ميتسوبيشي للصناعات الثقيلة في منتصف الثمانينات. ودخلت الخدمة عام 1987.

## الحالة
في عام 2010، أفيد أن قوات الدفاع الذاتي اليابانية لديها 52 من هذه المركبات في الخدمة.

## روابط خارجية
- مدفع رشاش مضاد للطائرات من النوع 87 في GlobalSecurity.org